# Mi-54 (航空機)
Mi-54
- 用途：多用途ヘリコプター
- 製造者：ミーリ
- 運用者：未定

Mi-54(ロシア語: Ми-54)は、ミーリが開発を行うツインタービン民間多用途ヘリコプターの計画。1992年に初めて公表され、Mi-2やMi-8ヘリコプターとの交換に向けられていた。
574kWのSaturn/Lyulka AL-32ターボシャフトエンジンの使用、4枚翼のメイン・テイルローター、前輪1つとスポンソンに2輪の3輪型ランディングギアが計画されている。